# Історичні графства Англії

Графства станом на 1851 рік

Історичні графства Англії були запроваджені як адміністративні одиниці нормандцями, і в переважній більшості були засновані на місці ранніх королівств та графств, заснованих англосаксами та іншими. В 1889 році, після створення адміністративних графств, історичні графства втратили свою адміністративну роль. Незважаючи на втрату свого адміністративного значення декілька історичних графств і досі існують у вигляді культурних регіонів, мають власні прапори, кордони і день графства.
Графства середньовічної Англії очолювалися шерифами, а пізніше лордами-лейтенантами, та підлеглими їм мировими суддями. Очільника графства призначав монарх. Графства спочатку використовувались для забезпечення правопорядку, збору податків та організації військових сил, а пізніше для місцевого самоврядування та виборів парламентарів.